# Carrión de los Condes
Carrión de los Condes – gmina w Hiszpanii, w prowincji Palencia, w Kastylii i León, o powierzchni 63,37 km². W 2011 roku gmina liczyła 2231 mieszkańców.
W miejscowości znajdują liczne zabytkowe budowle, wśród których najwybitniejsze to:
- Kościół Santa Maria del Camino (XII w.)
- Kościół św. Jakuba Większego (XIII w.)
- Klasztor św. Klary (XIII w).
- Klasztor św. Zoilusa (XI-XVI w.)
- Kościół Matki Bożej z Belén (XVI-XVII w.).
- Kościół św. Andrzeja Apostoła
- Kościół św. Juliana